# Чехал (комуна)
Чехал (рум. Cehal) — комуна у повіті Сату-Маре в Румунії. До складу комуни входять такі села (дані про населення за 2002 рік):
- Орбеу (350 осіб)
- Чехал (907 осіб)
- Чехелуц (739 осіб) — адміністративний центр комуни

Комуна розташована на відстані 430 км на північний захід від Бухареста, 47 км на південний захід від Сату-Маре, 106 км на північний захід від Клуж-Напоки.

## Населення
За даними перепису населення 2002 року у комуні проживали 1996 осіб.
Національний склад населення комуни:
| Національність | Кількість осіб | Відсоток |
| -------------- | -------------- | -------- |
| румуни         | 1360           | 68,1%    |
| угорці         | 634            | 31,8%    |
| словаки        | 2              | 0,1%     |

Рідною мовою назвали:
| Мова      | Кількість осіб | Відсоток |
| --------- | -------------- | -------- |
| румунська | 1360           | 68,1%    |
| угорська  | 634            | 31,8%    |
| словацька | 2              | 0,1%     |

Склад населення комуни за віросповіданням:
| Релігія        | Кількість осіб | Відсоток |
| -------------- | -------------- | -------- |
| православні    | 1326           | 66,4%    |
| реформати      | 590            | 29,6%    |
| римо-католики  | 28             | 1,4%     |
| греко-католики | 14             | 0,7%     |
| адвентисти     | 1              | 0,1%     |
| не релігійні   | 1              | 0,1%     |